# Onthophagus pseudojavanus
Onthophagus pseudojavanus är en skalbaggsart som beskrevs av Renaud Maurice Adrien Paulian 1931. Onthophagus pseudojavanus ingår i släktet Onthophagus och familjen bladhorningar. Inga underarter finns listade i Catalogue of Life.